# Envole-moi (film, 2021)
Pour les articles homonymes, voir Envole-moi.
Pour plus de détails, voir Fiche technique et Distribution.
Envole-moi est un film franco-italien réalisé par Christophe Barratier et co-écrit avec Matthieu Delaporte, Anthony Marciano et Alexandre de La Patellière. Sorti en 2021, il s'agit de l'adaptation du roman allemand Dieses bescheuerte Herz: Über den Mut zu träumen de Lars Amend et Daniel Meyer (2013), déjà porté à l'écran dans le film Frères de cœur de Marc Rothemund (2017).
Il est sélectionné et présenté à la sélection officielle du festival international du film de comédie de l'Alpe d'Huez dans la même année, avant d'être annulé en raison de la crise sanitaire de la COVID-19.

## Synopsis
Thomas Reinhard (Victor Belmondo), 29 ans, passe quasiment toutes ses nuits en discothèque et ses journées à dormir. Lassé de cette situation, Henri (Gérard Lanvin), son père, chirurgien, décide de ne plus lui donner d'argent. Il lui impose par ailleurs de s'occuper de l'un de ses jeunes patients : Marcus, 12 ans, qui vit seul avec sa mère Maissa (Marie-Sohna Condé). Il souffre d'une grave maladie et est en situation de polyhandicap. Sa vie est rythmée par son quotidien en centre d'accueil médicalisé et ses fréquents séjours à l'hôpital.

## Fiche technique
Sauf indication contraire, les informations mentionnées dans cette section peuvent être confirmées par les bases de données cinématographiques IMDb et Allociné,  présentes dans la section « Liens externes ».
- Titre original : Envole-moi
- Réalisation : Christophe Barratier
- Scénario : Christophe Barratier, Matthieu Delaporte, Anthony Marciano et Alexandre de La Patellière
- Musique : Philippe Rombi
- Décors : Emile Ghigo
- Costumes : Jean-Daniel Vuillermoz
- Photographie : Jérôme Alméras
- Montage : Yves Deschamps et Célia Lafitedupont
- Production : Dimitri Rassam
- Sociétés de production : Chapter 2 ; France 2 Cinéma (coproduction française) et Palomar (coproduction italienne) ; SOFICA LBPI 13 et Sofitvciné 7 (en association avec)
- Sociétés de distribution : Pathé Films ; I Wonder Pictures (Italie) ; A-Z Films (Québec), Alternative Films (Belgique), Pathé Films AG (Suisse romande)
- Budget : 7,1 millions d'euros
- Pays d'origine :  France /  Italie
- Langue originale : français
- Format : couleur
- Genre : comédie dramatique
- Durée : 91 minutes
- Date de sortie :
  - France, Suisse romande : 19 mai 2021
  - Belgique : 9 juin 2021
  - Québec : 20 août 2021

## Distribution
- Victor Belmondo : Thomas Reinhard
- Gérard Lanvin : Dr Henri Reinhard, père de Thomas, chirurgien
- Yoann Eloundou  (âgé de 14 ans) : Marcus
- Ornella Fleury : Julie
- Marie-Sohna Condé : Maïssa, mère de Marcus
- François Bureloup : M. Rouvier
- Jean-Louis Barcelona : Jean-Louis
- Gwendalina Doycheva : Manon
- Andranic Manet : Charles
- Delphine Cottu : Astrid
- Laurence Joseph : Clarisse

## Production
Le film s'inspire d'une histoire vraie, déjà portée, en Allemagne, en roman allemand Dieses bescheuerte Herz: Über den Mut zu träumen de Lars Amend et Daniel Meyer (2013) et à l'écran dans le film Frères de cœur de Marc Rothemund (2017). L'adaptation est initialement développée par Alexandre de La Patellière et Matthieu Delaporte. Christophe Barratier rejoint ensuite le projet.

### Tournage
Le tournage commence en février 2020, mais est stoppé en mars en raison de la pandémie de Covid-19,. Il a lieu notamment à Paris, ainsi qu'à La Baule-Escoublac (à l’hôtel Hermitage et sur la plage) et dans les marais salants de Batz-sur-Mer en Loire-Atlantique.

## Musique
- Envole-moi de Jean-Jacques Goldman (chantée par Marcus et Thomas sur la scène de la boite de nuit).

## Accueil
Envole-moi est sélectionné et présenté à la sélection officielle du festival international du film de comédie de l'Alpe d'Huez en janvier 2021. En raison de la crise sanitaire de la COVID-19, cet événement est annulé. Il sort le 19 mai 2021 en France et en Suisse romande, ainsi qu'en Belgique, le 9 juin 2021, et au Québec, le 20 août 2021.

### Box-office
| Pays ou région | Box-office      | Date d'arrêt du box-office | Nombre de semaines |
| -------------- | --------------- | -------------------------- | ------------------ |
| France         | 270 756 entrées | 6 juillet 2021             | 7                  |
| Total mondial  | 2 256 396 $     | -                          | -                  |